# Hydrelia laetivirga
Hydrelia laetivirga är en fjärilsart som beskrevs av Louis Beethoven Prout 1934. Hydrelia laetivirga ingår i släktet Hydrelia och familjen mätare. Inga underarter finns listade i Catalogue of Life.